# Kanton Offranville
Der Kanton Offranville war bis 2015 ein französischer Wahlkreis im Arrondissement Dieppe, im Département Seine-Maritime und in der Region Haute-Normandie; sein Hauptort war Offranville, Vertreter im Generalrat des Départements war von 1982 bis 2008 Jean Dasnias (zunächst PS, später DVG). Ihm folgte Bruno Bienaimé (ebenfalls PS) nach. 
Der Kanton Offranville war 135,87 km² groß und hatte (2006) 17.843 Einwohner, was einer Bevölkerungsdichte von 131 Einwohnern pro km² entsprach. Er lag im Mittel auf 73 Meter über dem Meeresspiegel, zwischen 0 m in Hautot-sur-Mer und 129 m in Arques-la-Bataille. 

## Gemeinden
Der Kanton bestand zuletzt aus 18 Gemeinden:
| Gemeinde                  | Einwohner Jahr | Fläche km² | Bevölkerungsdichte | Code INSEE | Postleitzahl |
| ------------------------- | -------------- | ---------- | ------------------ | ---------- | ------------ |
| Ambrumesnil               | 501 (2013)     | 5,14       | 97 Einw./km²       | 76004      | 76550        |
| Arques-la-Bataille        | 2.776 (2013)   | 14,69      | 189 Einw./km²      | 76026      | 76880        |
| Aubermesnil-Beaumais      | 461 (2013)     | 4,88       | 94 Einw./km²       | 76030      | 76550        |
| Le Bourg-Dun              | 419 (2013)     | 14,74      | 28 Einw./km²       | 76133      | 76740        |
| Colmesnil-Manneville      | 108 (2013)     | 1,91       | 57 Einw./km²       | 76184      | 76550        |
| Hautot-sur-Mer            | 1.972 (2013)   | 9,46       | 208 Einw./km²      | 76349      | 76550        |
| Longueil                  | 581 (2013)     | 11,73      | 50 Einw./km²       | 76395      | 76860        |
| Martigny                  | 459 (2013)     | 5,06       | 91 Einw./km²       | 76413      | 76880        |
| Offranville               | 3.209 (2013)   | 17,34      | 185 Einw./km²      | 76482      | 76550        |
| Ouville-la-Rivière        | 527 (2013)     | 6,34       | 83 Einw./km²       | 76492      | 76860        |
| Quiberville               | 550 (2013)     | 3,35       | 164 Einw./km²      | 76515      | 76860        |
| Rouxmesnil-Bouteilles     | 1.935 (2013)   | 5,62       | 344 Einw./km²      | 76545      | 76370        |
| Saint-Aubin-sur-Scie      | 1.109 (2013)   | 7,74       | 143 Einw./km²      | 76565      | 76550        |
| Saint-Denis-d’Aclon       | 140 (2013)     | 2,42       | 58 Einw./km²       | 76572      | 76860        |
| Sainte-Marguerite-sur-Mer | 491 (2013)     | 5,41       | 91 Einw./km²       | 76605      | 76119        |
| Sauqueville               | 377 (2013)     | 3,39       | 111 Einw./km²      | 76667      | 76550        |
| Tourville-sur-Arques      | 1.232 (2013)   | 5,9        | 209 Einw./km²      | 76707      | 76550        |
| Varengeville-sur-Mer      | 1.005 (2013)   | 10,75      | 93 Einw./km²       | 76720      | 76119        |

## Bevölkerungsentwicklung
| 1962   | 1968   | 1975   | 1982   | 1990   | 1999   | 2010   |
| ------ | ------ | ------ | ------ | ------ | ------ | ------ |
| 13.272 | 13.848 | 14.550 | 16.105 | 17.170 | 17.936 | 17.984 |